# Wereldkampioenschappen synchroonzwemmen 1994 – Team vrouwen
Het team vrouwen tijdens de wereldkampioenschappen synchroonzwemmen 1994 vond plaats in Rome, Spanje.

## Uitslag
De eerste acht teams, hier aangegeven met groen, gingen door naar de finale.
| Rang   | Naam | Land                | Kwalificatie | Kwalificatie | Finale        | Finale        |
| Rang   | Naam | Land                | Punten       | Rang         | Punten        | Rang          |
| ------ | --- | ------------------- | ------------ | ------------ | ------------- | ------------- |
| Goud   | Suzannah Bianco Tammy Cleland Becky Dyroen-Lancer Jill Savery Nathalie Schneyder Heather Simmons Jill Sudduth Margot Thien                                                  | Verenigde Staten    | 185,1640     | 1            | 185,8840      | 1             |
| Zilver | Lisa Alexander Janice Bremner Karen Clark Carrie Daguerre Karen Fonteyne Kasia Kulesza Cari Read Erin Woodley                                                               | Canada              | 182,9030     | 2            | 183,2630      | 2             |
| Brons  | Raika Fujii Akiko Kawase Rei Jimbo Fumiko Okuno Miya Tachibana Kaori Takahashi Miho Takeda Masayo Yajima                                                                    | Japan               | 182,1750     | 3            | 183,2150      | 3             |
| 4      | Elena Antonova Elena Azarova Olga Brusnikina Elizaveta Filatkina Gana Maksimova Olga Novokschenova Yuliya Pankratova Olga Sedakova Anna Iouriaeva Maria Kisseleva           | Rusland             | 181,4640     | 4            | 182,9530      | 4             |
| 5      | Marianne Aeschbacher Clarisse Chesneau Julie Fabre Myriam Lignot Delphine Marechal Charlotte Massardier Magali Rathier Magali Riffet Isabelle Manable Veronique van Muysen  | Frankrijk           | 179,1660     | 5            | 180,1320      | 5             |
| 6      | Giada Ballan Serena Bianchi Giovanna Burlando Manuela Carnini Maurizia Cecconi Paola Celli Roberta Farinelli Simona Ricotta Claudia Berruti Mara Berruti                    | Italië              | 176,5710     | 6            | 178,0910      | 6             |
| 7      | Xuan Chen Yuling Fu Cui Guo Min Li Yan Long Yan Pan Chunlan Wu Weina Zhang Fei Li Guoci Wu                                                                                  | China               | 175,9830     | 7            | 176,9840      | 7             |
| 8      | Wendy Aguliar Sonia Cardenas Olivia Gonzalez Lilian Leal Liliana Ochoa Perla Ramirez Aline Reich Ingrid Reich Ariadna Medina Patricia Vila                                  | Mexico              | 174,9340     | 8            | 176,1510      | 8             |
| 9      | Fifi Arp Sylvia Donker Liane Elkhuizen Patricia Elkhuizen Iris Sentrop Bianca van der Velden Sonja van der Velden Tamara Zwart Sandra Dijkzeul Chantal Fontaine             | Nederland           | 172,7850     | 9            | Uitgeschakeld | Uitgeschakeld |
| 10     | Hae-Jin Bang Jeong-Yun Choi Yoo-Jin Choi Eun-Ju Kim Mi-Ra Kwon Jong-Hee Lee Hee-Jung Park Na Mi Yoo Soo-Hee Shim Moon-Ju Yoo                                                | Zuid-Korea          | 172,4720     | 10           | Uitgeschakeld | Uitgeschakeld |
| 11     | Sarah Harris Rahel Hobi Caroline Imoberdorf Helen Kaeser Madeleine Perk Stephanie Roulet Michelle Weder Monica Weder Barbara Reich Corinne Ruegg                            | Zwitserland         | 172,0870     | 11           | Uitgeschakeld | Uitgeschakeld |
| 12     | Adele Carlsen Angela Davenport Lynne Figes Colette Geier Kirsty Macandrew Kerry Shacklock Karen Thompson Laila Vakil Jemma Moreau                                           | Verenigd Koninkrijk | 171,7040     | 12           | Uitgeschakeld | Uitgeschakeld |
| 13     | Natalia Eremeeva Ekaterina Janyarova Anna Martyniouk Ekaterina Podgourskaia Natalia Tsimbanenko Olessia Valyn Natalia Voiko Olga Zayka Ekaterina Paskonnova Galina Shatnaya | Oekraïne            | 170,5430     | 13           | Uitgeschakeld | Uitgeschakeld |
| 14     | Jana Boeschel Petra Funke Veronica Gruener Ines Haller Cathrin Kleindienst Monika Muller Angela Pogald Claudia Pogald Doris Lehmann Anja Trappe                             | Duitsland           | 166,1960     | 14           | Uitgeschakeld | Uitgeschakeld |
| 15     | Sona Bernardova Dita Hebka Eva Manouskova Jana Rybarova Jana Soukalova Lucie Svrcinova Pavla Valachova Petra Valachova                                                      | Tsjechië            | 165,1790     | 15           | Uitgeschakeld | Uitgeschakeld |
| 16     | Amani Abdel Hak Yasmin Abdel Rehim Heba Abou Mandour Marwa Afifi Marwa Ibrahim Rania Kamel Yasmin Mattar Moushira Roushdy Nada El-Taraboulsy Nihal Zaki                     | Egypte              | 160,5260     | 16           | Uitgeschakeld | Uitgeschakeld |
| 17     | Elena Afaneseva Anastasia Coutseva Uilia Dikalenko Maria Kazartseva Natalia Meshkova Tatyana Meshkova Natalia Siouljna Svetlana Vishnevskaya Natalia Ulitskaya              | Wit-Rusland         | 159,2510     | 17           | Uitgeschakeld | Uitgeschakeld |
| 18     | Livia Allarova Jana Hinstova Katarina Irova Lucia Knappkova Sylvia Knappkova Barbara Mudrochova Alexandra Streitova Ivana Zozulakova Zuzana Ondrusova Silvia Spackova       | Slowakije           | 158,4920     | 18           | Uitgeschakeld | Uitgeschakeld |
| 19     | Susan Bernstein Deidre Harrison Renata Peslova Diana Rush Amanda Taylor Nicole Upton Judi-Ann van Niekerk Loren Wulfsohn Carolynn Greig                                     | Zuid-Afrika         | 154,2100     | 19           | Uitgeschakeld | Uitgeschakeld |